# 원세훈 (1887년)

1948년 4월 평양 을밀대에서 오른쪽부터 원세훈, 김구, 김규식, 선우진 순

원세훈(元世勳, 1887년 7월 10일, 함경남도 정평 ~ 1959년 12월 25일)은 대한민국의 독립운동가·통일운동가이며 정치인이다. 호는 춘곡. 본관은 원주.
대한민국임시정부 등에서 활동하였고 1945년 광복 뒤에는 한국민주당 창당에 참여하였으며, 한민당의 대표 자격으로 좌우합작에 참여하였으나 당내 반발이 일자 민족자주연맹으로 당적을 옮겼다. 그 뒤 남북협상에 참여하였으나 실패를 인정하고 대한민국 정부 수립을 인정하였다. 1950년 5월 30일의 제2대 국회의원 선거에 출마하여 당선되었으나 6.25전쟁 중 인민군에 납북되었다. 1956년 북한에서 납북인사들의 모임인 재북평화촉진협의회 상무위원이 되었고, 1959년 국제간첩죄로 숙청당해 그 해 12월 25일 병사한 것으로 전해진다.

## 학력
- 평안남도 평양 대동법률전문학교 졸업

## 약력
- 평안남도 평양 대동법률전문학교 졸업

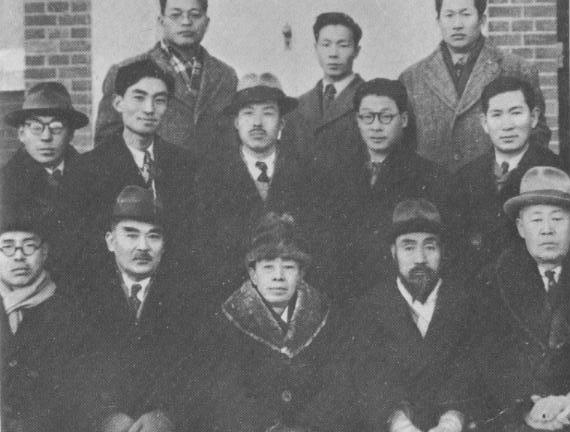
좌우합작위원회 위원
(오른쪽 맨 끝이 원세훈, 앞줄 가운데가 김규식, 오른쪽은 김붕준과 안재홍

- 1919년, 블라디보스토크에 있던 대한국민의회의 대표로 선정되어 상하이로 와서 대한민국 임시정부와의 통합 교섭을 벌였다.[3]
- 독립운동참가
- 1925년 소련은 카라한(Lev. M. Karakhan) 외상을 일본 외무상 방택겸길(芳澤謙吉)에게 보내 일본과 밀약을 맺고 한국의 민족주의자들을 축출, 체포할 것을 협약하여 소련공산당의 지시대로 움직이지 않는 한국의 민족주의자들을 축출했는데, 김규식, 조완구 등이 포함돼 있었다.[4] 원세훈도 이때 소련정부로부터 강제로 축출되었다.[4]
- 임시정부 국무위원
- 1945년 10월 23일 열린 독립촉성중앙협의회 개최 대회에서 이승만에 대한 지지를 표하였다. (독립촉성중앙협의회 참조.)
- 김구가 모스크바 3상회담에 반발, 강력한 반탁운동을 추진하자 12월 30일 결성된 신탁통치반대 국민총동원위원회 위원이 되었다.[5]
- 1945년말 기업인 김연수의 방문을 받았다. 한민당 사무총장 나용균의 집에 임시로 머무르고 있었던 그를 찾아와 경성방직을 잠시 맡아줄 것을 부탁하였으나 원세훈은 그가 준 정치자금을 받지 않았다.[6] 일본 군국주의의 때가 묻어서였다고 한다.[6]
- 1946년 2월 14일 비상국민회의 최고정무위원 28인의 한사람으로 선출되었다.[7]
- 남조선과도입법위원회 의원
- 민족자주연맹위원
- 1949년 8월 20일 민족진영강화위원회 상무위원에 선출되었다.[8]
- 1950년 제2대 국회의원 선거에 출마하여 당선
- 6.25전쟁 때 조선민주주의인민공화국으로 납북, 재북평화통일촉진협의회 상임위원 겸 집행위원으로 있다가 1959년 국제간첩죄로 숙청 당해 같은해 12월 25일 평양에서 병으로 사망한 것으로 전해진다.[2]

## 역대 선거 결과
| 실시년도 | 선거   | 대수 | 직책     | 선거구       | 정당         | 득표수   | 득표율          | 순위 | 당락 | 비고 |
| -------- | ------ | ---- | -------- | ------------ | ------------ | -------- | --------------- | ---- | ---- | ---- |
| 1950년   | 총선   | 2대  | 국회의원 | 서울 중구 갑 | 민족자주연맹 | 11,608표 | \| \| 45.05% \| | 1위  |      | 초선 |
|          | 45.05% |      |          |              |              |          |                 |      |      |      |

## 참고 자료
- 원세훈 - 대한민국헌정회
- 원세훈 : 독립유공자 공훈록 - 국가보훈처